# Rue des Arcis
Pour les articles homonymes, voir Arcis.
La rue des Arcis  est une ancienne rue qui était située dans les anciens 6e et 7e arrondissements de Paris, qui a été fusionnée dans la rue Saint-Martin en 1851.

## Origine du nom
L'étymologie du nom de cette rue reste toujours sujet à discussion. Toutefois Éloi Johanneau, censeur royal et célèbre antiquaire indique que le mot latin arcis , signifie arc, arcade, voûte, d'où viennent Arcueil, l'archet Saint-Merri , l'archet Saint-Paul.
Cette hypothèse est particulièrement plausible étant donné que l'archet Saint-Merri, qui était situé en face de l'église Saint-Merri, était une des portes de Paris de l'enceinte du Xe siècle et l'endroit où finissait justement la rue des Arcis formait une des arcades qui a donné le nom à cette rue.

## Situation
La rue des Arcis, d'une longueur de 175 mètres, commençait au 2, rue Saint-Jacques-la-Boucherie et aux 50-52, rue de la Vannerie et finissait au 1, rue des Lombards et aux 101-103, rue de la Verrerie. Elle était la prolongation de la rue de la Planche-Mibray.
Les numéros impairs étaient dans l'ancien 6e arrondissement, quartier des Lombards.
Les numéros pairs étaient dans l'ancien 7e arrondissement, quartier des Arcis.
Les numéros de la rue étaient noirs. Le dernier numéro impair était le no 39 et le dernier numéro pair était le no 64.

## Historique
Henri Sauval indique que cette rue existait déjà en 1130.
En 1195, on trouve cette rue sous le nom de « vicus de Arsionibus », puis « rue de Assiz » en 1218, 1231, 1300 et 1313, ensuite « rue des Arsis », « rue des Arcis » et « rue des Ars » en 1264.
Elle est citée dans Le Dit des rues de Paris, de Guillot de Paris, sous le nom de « rue des Arsis ».
Au XIVe siècle, plusieurs maisons de cette rue appartenaient au Chapitre de Notre-Dame de Paris.
Elle est citée sous le nom de « rue des Assizes » dans un manuscrit de 1636.
Un arrêt du conseil du 31 décembre 1670 prescrivit l'élargissement de cette rue. Cette amélioration ne fut exécutée qu'en 1673.
Une décision ministérielle du 28 messidor an V (16 juillet 1797) signée Bénézech fixe la moindre largeur de cette voie publique à 12 mètres.
Cette largeur est portée à 14 mètres, en vertu d'une ordonnance royale du 22 mai 1837.
En 1851, lors des transformations de Paris sous le Second Empire, la rue des Arcis est fusionnée dans l'ancienne rue Saint-Martin pour former la nouvelle rue Saint-Martin.
La rue des Arcis a donné son nom à une section révolutionnaire de Paris, la « section des Arcis » puis au 28e quartier de Paris, le quartier des Arcis.